# Perioade de timp din Chrono Trigger
Chrono Trigger este compus din diverse perioade de timp, care trebuiesc explorate pentru a progresa în joc.

## 65,000,000 î.Hr.
65,000,000 î.Hr. este locul unde se află satul lui Ayla, satul Ioka, și Vizuina Reptitelor. 65,000,000 B.C. este și perioada de timp în care Lavos se prăbușește pe planetă, îngropându-se în adâncul pământului. Epoca de gheață din 12000 î.Hr este una din consecințele acestui fapt. Forma hărții seamănă cu supercontinentul Pangaea.
65,000,000 î.Hr are doar șase locuri importante. Pământul este la un stadiu primitiv și omul nu este încă evoluat ca cel din prezent. Multe din locurile pe care Crono și echipa sa le vizitează sunt în aer liber, sau sunt legate de natură printr-un mijloc.

### Satul Ioka
Cel mai important loc din această eră, unde tribul „maimuțelor” sub numele de Iokani trăiesc. Șeful lor este Ayla, membrul puternic din echipa lui Crono.

### Satul Laruba
Ascuns adânc la nordul continentului, unde trăiește tribul Laruba, care se pitesc de Reptite, inamicii „maimuțelor”. După ce Reptitele ard satul, Ayla le oferă un acoperiș locuitorilor din Laruba. Mai târziu în joc în ruine apare un Nu care oferă opțiunea jucătorului de a schimba numele personajelor.

### Vizuina Reptitelor
Un loc în care legiunile Reptite sunt antrenate pentru a ataca saturile „maimuțelor”. În afara Vizuinei se află Labirintul Pădurii, o junglă care o înconjoară din toate părțile și care ar putea fi folosită drept loc defensiv în cazul unui atac al „maimuțelor”. Crono și Ayla vin aici pentru a găsi Cheia de Poartă a lui Crono, singurul obicet ce poate deschide Porțile de Timp. Acolo ei se întâlnesc cu Azala, liderul Reptitelor și după o bătălie cruntă cu Nizbel, monstrul puternic a lui Azala, Crono primește Cheia de Poartă.

### Cuibul Dactyl
O regiune montană, unde mulși inamici se pot găsi. La vârful munților, Ayla cheamă Dactylii pentru a permite membrilor echipei să zboare în locuri ce înainte nu erau accesibile. În timpul zborului, steaua roșie, care este Lavos, apare pe cerul preistoric.

### Bîrlogul Tyrano
Fortăreața principală a Reptitelor, situată la vârful unui munte înconjurat de vulcani și de lavă unde Azala, liderul Reptitelor, locuiește. Crono și Ayla ajung aici cu ajutorul Dactylilor pentru a elibera prizonierii din satul Laruba, și aici se luptă cu Nizbel din nou, învingând pentru ultima oară bestia formidabilă. Ei apoi ajung în vârful muntelui, unde o înving pe Azala și pe Tyranul Negru.

### Câmpul Vânatului
O pădure plină de creaturi ce pot fi învinse pentru experiență, și un Nu secret care apare doar când afară plouă. Muzica în timpul bătăliilor nu este cea de luptă, ci cea care apare în timpul „petrecerii” din satul Ioka și care apare și la Bâlciul Mileniului când jucătorul vizitează trupa preistorică.

### Locuri în versiunea beta
În versiunea beta a lui Chrono Trigger, 65,000,000 î.Hr. avea câteva locuri care nu există în versiunea oficială a jocului. Printre acestea se afla un sat fără nume în estul continenului precum și un munte în mijlocul continentului, cunoscut de fani sub numele de "Muntele Cântător" care s-a găsit în codul jocului.

#### Satul fără nume
Misterul satului fără nume nu pate fi descifrat, deoarece în cod nu există nici o linie care să indice numele lui sau amplasamentul exact pe hartă.

#### Muntele Cântător
Cel mai controversat loc din versiunea beta, Muntele Cântător este aproape complet pe dinăuntru. Deși nu se poate intra de dinafară, trișând, jucătorul descoperă un loc umplut cu râuri de lavă, un labirint adânc și câteva cascade de lavă. Deși nimic nu se întâmplă înăuntru, muzica este disponibilă.